# 胡尚志
胡圣年（？—1930年7月），号尚志，男，湖北潜江人，中国共产党早期人物。

## 生平
胡圣年是湖北省潜江积玉口人，早年在太和村所私塾念书，之后在武汉省立二中读书，深受李汉俊影响。1926年夏，受国民党湖北省党部的委派回潜江组建国民党潜江县党部，并任县党部常委。1927年加入中国共产党。1929年3月，他转入陶行知创办的南京晓庄师范读书。1930年春，抵达北京，居住于清华大学、燕京大学和香山慈幼院合办的“新农学校”。同年夏返回南京。1930年夏，中共南京市委派陈钧、胡尚志，由张培让、查恒担任向导，在裴海萍家组织南京产业工人武装暴动。但被人举报，他和女友郭风绍被国民党逮捕。同年7月，被处决于雨花台。